# Art thinking
L'Art Thinking est une approche méthodologique qui propose d’appliquer à l’entrepreneuriat et au management un ensemble de principes et de pratiques artistiques. 
Même si elle a été développée indépendamment par différents chercheurs aux États-Unis et en Europe, elle se construit autour d’idées fondamentales communes : l’importance du dialogue et du partage, et la nécessité d’avoir une vision neuve de problèmes complexes pour apporter des solutions créatives et innovantes. 

## De l’art au monde de l’entreprise
Afin d’aider les entreprises à faire face à la course à l’innovation du XXIe siècle, différents chercheurs dont Jörg Reckhenrich, Amy Whitaker ou encore Sylvain Bureau ont théorisé une méthodologie de la création et de l’innovation applicable à l’entrepreneuriat en observant diverses pratiques des artistes,,. En partant du constat que la créativité est inhérente à l’art, ils ont cherché à conceptualiser les démarches des artistes, afin de voir quelles pratiques pourraient permettre à tout individu, quel que soit son domaine, d’exprimer sa créativité.     
On retrouve certaines similarités entre les différents systèmes d’Art Thinking. Tous s’accordent sur l’importance de l’échange et du dialogue, prémices à l’élaboration de l’idée nouvelle. Cette idée est incertaine ; elle est susceptible d’être interrogée, remise en question, rejetée ou réalisée. Elle peut survenir à tout moment et dans toute situation. Amy Whitaker insiste tout particulièrement sur l’apparente gratuité de cette méthode — il est impossible de connaître l’intérêt et l’impact de l’idée avant de l’appliquer dans les faits. Au lieu de partir d’un point A vers un point B certain, il s’agit de comprendre le point A, le problème de départ, puis d’inventer le point B. L’Art Thinking invite ainsi à interroger le réel sous un angle nouveau, en délaissant le certain et les pré-acquis.

## De l’Art Thinking au «Creative leadership»
Partagé entre le monde de l’art et de l’entreprise, artiste de formation, Jörg Reckenrich a travaillé pendant plus de quinze ans auprès de grandes entreprises du monde entier pour les aider à devenir plus innovantes et créatives grâce à l’art. L’Art Thinking est un processus qui se met en place en trois étapes : l’inspiration : l’idée survient à un moment inattendu, l’intuition : la conviction que cette idée est la bonne, l’imagination : la capacité à préciser l’idée pour la partager avec les autres. 
L’idée de partage et de dialogue est au cœur de la méthode – Jörg Reckhenrich enseigne sa méthode en invitant les entrepreneurs à discuter autour d’une œuvre d’art abstraite afin de leur montrer à quel point ces échanges, parfois vains au premier abord, peuvent être fructueux et innovants. Le dialogue permet de se découvrir et comprendre sa « capacité créative » - c’est-à-dire les démarches à suivre pour créer et innover dans son propre domaine. L’Art Thinking permet par ailleurs aux entreprises de développer le « creative leadership » qui se décompose en 4 phases: maîtriser un problème dans toute sa complexité, savoir partager son idée, l'implanter, et la faire résonner avec son auditoire et son temps. 
Créé en 2013, le Collectif Dendropolis qui réunit  des chercheurs, des facilitateurs de l'innovation et des artistes visuels développe pour les organisations une méthode immersive dans laquelle les étapes de la création artistique sont analysées à partir des savoirs forgés par les sciences cognitives et transposées pour les rendre accessibles et actionnables par les acteurs impliqués dans tout projet d'innovation,. Construite autour des méthodes d'Open Innovation et sur la recherche de l'état de Flow, décrit par le psychologue hongrois Mihaly Csikszentmihalyi, la méthode se propose d'ouvrir la voie à d'autres postures d'innovation et à une redéfinition du rôle de l'entrepreneur qui prend dès lors la responsabilité de faire de son projet une oeuvre d'art. À partir de l'observation d'oeuvres et de la pratique artistique collaborative, le projet innovant est construit comme une oeuvre signifiante, rejoignant ainsi l'émergence des entreprises à mission, mission étant comprise ici au sens de mission esthétique.

## De l’Art Thinking comme méthode pour créer de l’improbable avec certitude
L’Art Thinking a été conceptualisé par Sylvain Bureau, directeur de l’Institut Jean-Baptiste Say de l'ESCP Europe, comme une méthode permettant de produire de l’improbable avec certitude — l’improbable étant une situation non prédictible et peu plausible,. Cette méthode agile au croisement de l’art et de l’entrepreneuriat est enseignée lors du séminaire Improbable, un format pédagogique imaginé avec l’artiste Pierre Tectin en 2009. L’enjeu du séminaire se situe à deux niveaux : d’une part apprendre une méthode de création qui permet de créer de l’improbable sans être a priori créatif, et d’autre part concevoir une œuvre qui permet de questionner les certitudes, les status quo. 
La méthode s’organise autour de six pratiques considérées comme structurantes pour créer en art ou en entrepreneuriat. Donner : s'engager par envie sans pouvoir mesurer le gain potentiel de son engagement. Détourner : « voler » des idées, des objets, des symboles... d'un contexte A pour créer dans un contexte B. Détruire : déconstruire des normes sociales, des certitudes et ses propres créations. Dériver : se perdre, faire des choses sans objectif précis et stable. Dialoguer : échanger pour faire évoluer sa création. Disposer : concevoir une installation. 
L’Art Thinking est aujourd’hui enseigné dans le monde entier aux étudiants et entrepreneurs dans des institutions culturelles comme la Galerie Papillon, l’École Pro du Centre Pompidou ou encore Le Paris Gallery Weekend,.